# A magyar nyelv eseteinek listája
A magyar nyelvben 17–34-féle ragot tartunk számon, amit a névszókhoz kapcsolhatunk (az „üres”, rag nélküli alanyesetet is ideértve), de ebből csak 18 a valódi esetrag. (Ezek a hagyományos nyelvtanok alanyát, tárgyát, jelzőit és határozóit azonosíthatják.)
| nominativus (alanyeset)    | ember           |                                                     |                                 |
| accusativus (tárgyeset)    | embert          |                                                     |                                 |
| dativus (részes eset)      | embernek        |                                                     |                                 |
| instrumentalis-comitativus | emberrel (-vel) | (eszköz, társ)                                      | (eszköz, társ)                  |
| causalis-finalis           | emberért        | (milyen okból?, milyen célból?)                     | (milyen okból?, milyen célból?) |
| translativus(-factivus)    | emberré (-vé)   | (változtató eset, eredmény)                         | (változtató eset, eredmény)     |
| inessivus                  | emberben        | (hely: hol? kérdésre) (quossivum, locativus)        | (a belsejében)                  |
| superessivus               | emberen         | (hely: hol? kérdésre) (quossivum, locativus)        | (a felszínén)                   |
| adessivus                  | embernél        | (hely: hol? kérdésre) (quossivum, locativus)        | (a közelében)                   |
| illativus                  | emberbe         | (irány: hová? kérdésre) (quorsivum, lativus)        | (a belsejébe)                   |
| sublativus                 | emberre         | (irány: hová? kérdésre) (quorsivum, lativus)        | (a felszínére)                  |
| allativus                  | emberhez        | (irány: hová? kérdésre) (quorsivum, lativus)        | (a közelébe)                    |
| elativus                   | emberből        | (irány: honnan? kérdésre) (undecessivum, ablativus) | (a belsejéből)                  |
| delativus                  | emberről        | (irány: honnan? kérdésre) (undecessivum, ablativus) | (a felszínéről)                 |
| ablativus                  | embertől        | (irány: honnan? kérdésre) (undecessivum, ablativus) | (a közeléből)                   |
| terminativus               | emberig         | (irány: hová? meddig? kérdésre)                     | (irány: hová? meddig? kérdésre) |
| essivus-formalis           | emberként       | (állapot; milyen formában?)                         | (állapot; milyen formában?)     |
| essivus-modalis            | emberül         | (állapot; milyen módon?)                            | (állapot; milyen módon?)        |

A latin quorsivum, quossivum és undecessivum (quorsum ’hova’; quo ’hol’, esse ’lenni’; unde ’honnan’, decessum ’elment’) helyett a magyarban hagyományosan inkább a (szintén latin eredetű) lativus, locativus és ablativus használatos a helyviszonyok tágabb megjelölésére. Ezek azonban inkább régi nyelvi toldalékok megjelölésére használatosak: a locativus a ‑(t)t-re (itt, ott, másutt; alatt, felett; oldalt, másrészt; Győrött, Pécsett, Kolozsvárt stb.), a lativus az ‑á/‑é-re (vö. ‑ba/‑be, ‑ra/‑re, ‑vá/‑vé; alá, fölé, köré, mellé; soká, többé), az ablativus pedig az ‑l-re (vö. ‑ból/‑ből, ‑ról/‑ről, ‑tól/‑től; alól, mellől, elől, hazul[ról]). Írásmódjuk gyakran magyaros: ablatívusz, lokatívusz, latívusz.
A fentiek közül az első három szintaktikai eset (mivel a mondattani viszonyokból kikövetkeztethetőek), a többi pedig lexikai eset (önálló jelentésük van, amely a mondattani viszonyokból nem következtethető ki, így ezek jelentését az ún. lexikonban kell megadni). (L. még generatív nyelvészet.)
Jól látható az ún. irányhármasság (honnan? hol? hová?), valamint a háromféle (belső, illetve szűkebb és tágabb külső) helyviszony.
(Az essivus-formalis más nyelvtanok szerint az emberül alak neve, s az emberként alak ragját formativusnak nevezik.)
A valódi esetragok jellemzői, hogy mindegyikükre igaz:
- Szószerkezetben szabadon társul névmással, tulajdonnévvel, melléknévvel, számnévvel (és birtokjellel, többes szám jelével), valamint főnévvel jelentéstől függetlenül. (Nem társul pl: emberekenként, Andrásonta, tízképpen, emberekestül)
- Ha főnévhez társult, főnevet is ad eredményül, amik viszont mondatszerkezetben szabadon módosíthatóak melléknévi jelzővel vagy vonatkozó mellékmondattal. (Nem társul pl: kis házanként, régi házastul, holdfényes éjfélkor, stb., tehát az így képzett szavak nem főnevek.)

A további, nem valódi esetragok:
1. genitivus: embernek (a …je) – megegyezik a dativussal, 
 illetve: emberé – az -é birtokjelet ragi eredete ellenére a modern nyelvtudomány a jelek közé sorolja, mivel a szokásos főnévragok társulhatnak hozzá (pl. emberét, emberére)
2. distributivus: fejenként – ez képző (főnév → határozószó)[4]
3. distributivus-temporalis: naponta – ez is képző (főnév → határozószó)[4]
4. formalis: emberképpen – ez is képző (főnév → határozószó)[4]
5. sociativus: ruhástul – ez is képző (főnév → határozószó)[4]
6. locativus: Pécsett
7. temporalis: órakor – ez is képző (főnév → határozószó)[4]
8. (modalis-essivus: világosan, hárman, ill. hallgatólag) – e kettő is valójában képző
9. (multiplicativus: ötször) – szintén képző

Megjegyzés:
- ugyanaz az esetviszony többféle esetraggal is kifejeződhet,
- két különböző esetviszony ugyanabban az esetragban is megvalósulhat (például dativus és genitivus),
- némely esetviszonyok nemcsak esetraggal, hanem névutókkal is kifejezhetők (például vágyódik vmire / vmi után).

Az esetragok a fent leírt viszonyok mellett gyakran többféle egyéb jelentésben is használatosak, így nem lehet őket automatikusan összekapcsolni a hagyományos nyelvtan határozóival.
A sublativus (-ra/-re) például kifejezhet
- a hely mellett (postára)
- időt (szerdára, két percre),
- módot (kedvünkre),
- mennyiséget, mértéket (kőhajításnyira),
- okot (felébred a kopogtatásra),
- célt (hivatalos látogatásra érkezik),
- eredményt, következményt (zöldre fest, 30 fokra emelkedik),
- ezenkívül vonzata lehet a nézve névutónak
- és több tucat igének, melléknévnek (biztat vmire, gondol vmire, kíváncsi vmire stb.).

## Definíciós problémák
Az esetrag kifejezést és az esetek hagyományos neveit felfogástól függetlenül mindenütt használják, de magát az eset fogalmát a magyarra vonatkozólag egyes (főként 1960 előtti) szerzők nem tartják alkalmazhatónak.
Szakkönyvek, amelyek a magyarban lévő esetragokra az eset elnevezést használják:
- Strukturális magyar nyelvtan, III. kötet, Morfológia (ISBN 963-05-7737-2), 577–587, 699–714. o.
- A magyar nyelv kézikönyve (ISBN 963-05-7985-5), 202–203. o.
- Új magyar nyelvtan (ISBN 963-389-521-9), 200–204. o.
- Antal László: Egy új magyar nyelvtan felé (ISBN 963-270-445-2), 74. o.
- Magyar grammatika (ISBN 963-19-1686-3), 191–206. o.
- A magyar nyelv könyve (ISBN 963-7685-01-4), 264–268. o.

Az első három forrás az újabb, strukturális-generatív szemléleten alapul a mai nemzetközi általános és elméleti nyelvészeti irányzattal összhangban, az utóbbi három pedig a klasszikus, hagyományos magyar nyelvtanírás fogalmaira épít.
A különbség az eset fogalmának meghatározásából adódik. A korábbi magyar nyelvtudomány az alábbi szempontok alapján zárja ki a magyar esetragokat az esetek köréből:
- A declinatiók kevés és állandó számú esetkategóriából állnak, a magyarban viszont jóval több ragos alak van, melyek száma szavanként is erősen változik.
- Az indoeurópai eseteket a szótő végének csekély eltérései jellemzik, a magyarban viszont a szótőhöz testesebb, csaknem viszonyszói jellegű toldalékok járulnak, s ezek sok téren a névutókkal, határozószókkal is rokonok (például kerthez ~ kert felé, énfelém; házhoz ~ ház mellé, őhozzá).

(Forrás: A mai magyar nyelv rendszere, I. kötet, Ak. K., Bp., 1961, 553–554. o.)
Ami az első érvnek azt a részét illeti, ami a szavanként változó számú ragokra vonatkozik (például van órakor, de nincs asztalkor), az Új magyar nyelvtan (l. fent) megjegyzi:
- „Nyelvtipológiai kutatások alapján is tudjuk, hogy a ragozási paradigmák gyakran hiányosak, s hogy a ragok társulási képessége rendszerű (tehát szabályba foglalható) vagy véletlenszerű (tehát szabálytalan) hézagokat mutathat.” (202. o.)

Marad tehát az a két érv, miszerint 8 eset még lehet (mert az indoeurópai nyelveknél ennyi a felső határ), de 18 már sok (amennyit a magyarra számontartanak) – kérdéses, hogy a mennyiségi elv meggyőző lehet-e –, valamint hogy a magyar esetragok testesebbek – ez ellen felhozható például a latin -ōrum, -ārum többes birtokosrag vagy az -ibus többes dativus/ablativus. Ami a más szófajokkal való rokonságukat illeti, feltehetjük a kérdést, hogy befolyásolhatják-e diakrón (nyelvtörténeti) szempontok egy nyelv szinkrón (egy adott időpontbeli állapotra vonatkozó) leírását.
A magyar nyelv könyve (l. fönt) így ír:
„Azok a ragok az esetragok, amelyek a főnév egyes és többes számához egyaránt kapcsolódhatnak. Számuk nehezen állapítható meg pontosan, mert a főnév esetalakjait nemcsak a lexikai tövekből, hanem a jelekkel bővült szintaktikai tövekből is megalkothatjuk (például ház-ban, ház-(a)-k-ban, ház-ai-m-ban, ház-ai-m-é-ban, ház-ai-m-é-i-ban). A magyar főnévnek tehát – az iskolai hagyománnyal és az akadémiai nyelvtan bizonytalanságaival szemben – van esetragozása. Amíg a német nyelvben négy, a latinban öt, az oroszban hat esetet különböztetünk meg, addig a magyarban legalább 17-18 eset van. Igaz azonban, hogy a főnév esetragozásának paradigmatudatát nem alakította ki úgy a nyelvtan, mint az igéét; s nem is olyan zárt rendszer. Egyrészt bizonytalan egyes toldalékok rag voltának megítélése, másrészt határait elmossa és kitágítja a névutózás. Ezért sem könnyű összehasonlítani a magyar esetrendszert az indoeurópai nyelvek esetrendszerével.” (264–265. o.)
Az újabb típusú nyelvtanok (a korábbi fenntartásoktól függetlenül) az alábbi definíciót adják, amely már a magyar esetragokra is vonatkozik:
Valamely toldalék akkor és csakis akkor esetrag, ha a vele toldalékolt főnév lekötheti az igének valamely, alakja szempontjából is meghatározott vonzatát.
Ezzel a kritériummal kapjuk a fenti 18 esetet, az elvileg szóba jöhető 25–28–34 esetrag közül.